# Royal Canin

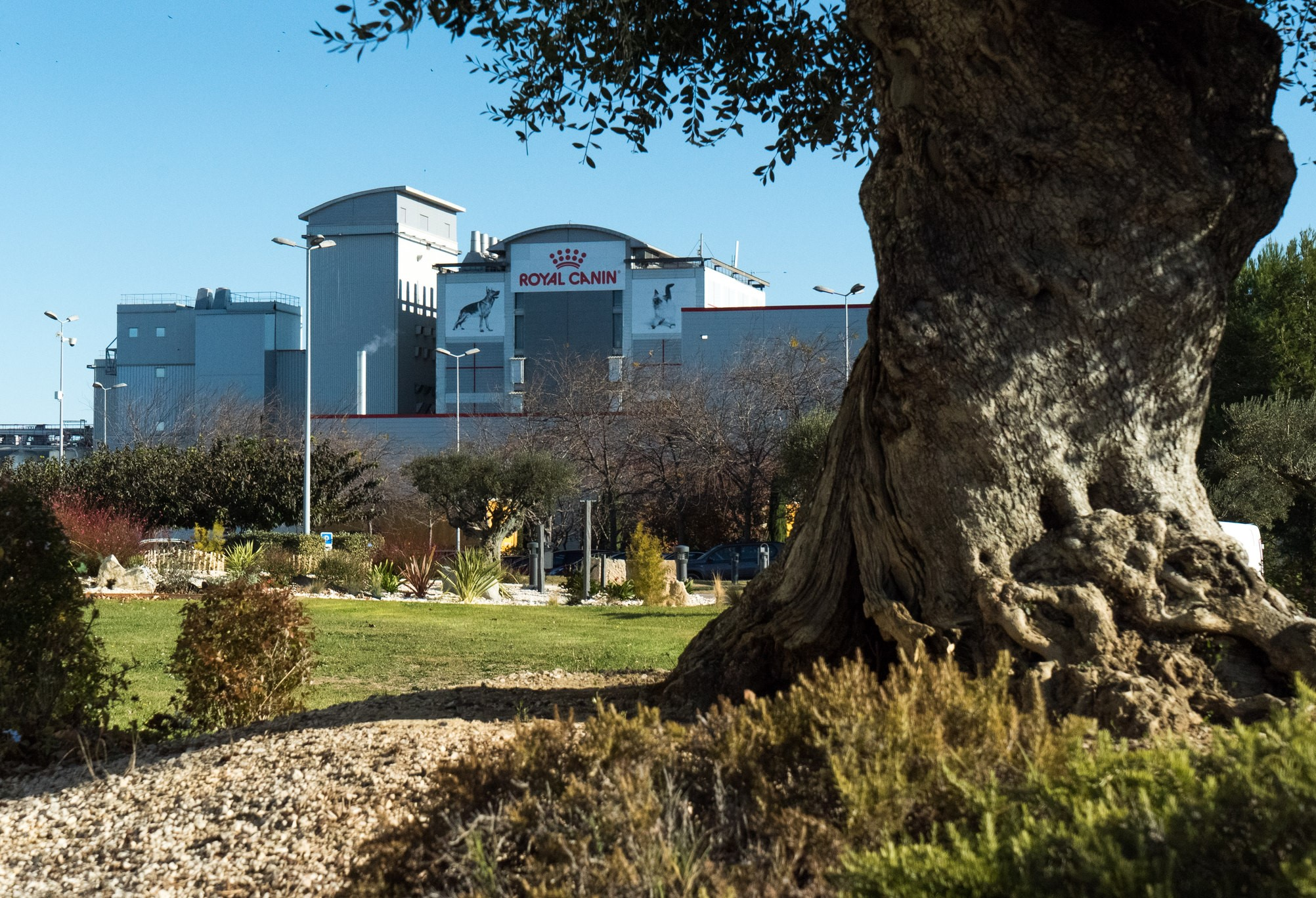
Fabriksbyggnaden i Aimargues.

Royal Canin är en global tillverkare och leverantör av specialiserade hund- och kattfoder. Det grundades 1967 i Gard, Frankrike av veterinärkirurgen Jean Cathary. Idag[när?] finns företagets huvudkontor fortfarande i Aimargues i Frankrike, med dotterbolag i över 90 länder och över 4 000 anställda. Totalt finns 11 foderfabriker i alla världsdelar för att förse de lokala marknaderna med foder. 2002 köptes Royal Canin av Mars, Incorporated, en av världens största tillverkare av djurfoder och konfektyr.
Royal Canins produkter säljs hos veterinärkliniker och i zoofackhandel, det vill säga vanliga zoobutiker. Produktsortimentet består av både friskfoder och dietfoder, det sistnämnda under veterinärs inrådan. 